# Camponotus reticulatus
Camponotus reticulatus é uma espécie de inseto do gênero Camponotus, pertencente à família Formicidae.